# Filmens Helte
Filmens Helte er en dansk stumfilm med Fyrtårnet og Bivognen fra 1928, der er instrueret af Lau Lauritzen Sr. efter manuskript af Alice O'Fredericks.

## Handling
Direktør Sullivan er leder af et stort filmselskab, hvis specialitet er nervepirrende skuespil fra det lovløse vesten. De to unge skuespillere, der kreerer hovedrollerne i disse film, har vundet mægtig popularitet. Men det viser sig snart, at skuespillerne ikke er andet end et par ganske ordinære frikadeller, og direktøren forlanger nu, at den film der for tiden er under optagelse straks lægges til side, og at der øjeblikkelig påbegyndes en ny med to nye filmhelte. Det volder en del problemer at få de to nye spillere godt i gang, men den ulykkelige instruktør er nødt til at spille filmen færdig. Efter utallige genvordigheder er den nye cowboyfilm endelig indspillet, og premieren ventes med spænding.

## Medvirkende
- Carl Schenstrøm - Fyrtaarnet
- Harald Madsen - Bivognen
- Holger Reenberg - Direktør Sullivan
- Eli Lehmann - Sullivans datter
- Inger Schmidt - Sullivans datter
- Katy Valentin - Sullivans sekretær
- Nicolai Brechling - Filminstruktøren
- Erling Schroeder - Filmskuespiller
- Edouard Mielche - Filmskuespiller
- Christian Engelstoft - Regissøren
- Erik Hofman - Garderobeforvalteren
- Ib Schønberg - Medvirkende